# Gossypiospermum eriophorum
Gossypiospermum eriophorum là một loài thực vật có hoa trong họ Liễu. Loài này được (C. Wright ex Griseb.) Urb. mô tả khoa học đầu tiên năm 1923.